# Triki
Triki (gr. Δήμος Τρικκαίων, Dimos Trikieon) – gmina w Grecji, w administracji zdecentralizowanej Tesalia-Grecja Środkowa, w regionie Tesalia, w jednostce regionalnej Trikala. W 2011 roku liczyła 81 355 mieszkańców. Powstała 1 stycznia 2011 roku w wyniku połączenia dotychczasowych gmin: Estieotida, Kalidendro, Koziakas, Triki i Faloria. Siedzibą gminy jest Trikala.